# Ulochlaena hirta
Ulochlaena hirta là một loài bướm đêm trong họ Noctuidae.